# التصوير المقطعي للجسم كاملا
يتم فحص (scan) الجسم كاملا كجزء من عملية التشخيص أو معالجة الأمراض، إذا تم فحص أو تصوير الجسم باستخدام تقنية التصوير المقطعي (computed tomograghy CAT) فنقول هنا: full-body CT scan . كما يمكننا استخدام تقنيات أخرى لتصوير الجسم كاملا.

## دواعي الاستعمال (Indications)
يسمح التصوير المقطعي للجسم كاملا بمعاينة الجسم بشكل واضح للأشخاص الذين يعانون من عدة صدمات أو إصابات (polytrauma) حيث أن استخدام هذه التقنية يسمح بالتشخيص المبكر للإصابة وزيادة معدلات البقاء.
يفضل عدم استخدام هذه التقنية (full-body CT scan) إلا في حالات الإصابات الخطيرة أو عند تعرض أكثر من جهاز في الجسم للإصابة.
يمكن الكشف عن عدة أورام عند إجراء التصوير المقطعي للجسم كاملا، لكنها بالعادة تكون حميدة وليس شرطا أن يكون ظهورها مرتبطا بمرض معين وقد تكون نسيج ندبي أو آثار التهاب سابق، قد يتم اكتشاف هذه الأورام العرضية أثناء إجراء تصوير مقطعي لأغراض أخرى.
على أية حال يجب أن نأخذ بعين الاعتبار التعرض الإشعاعي العالي نسبيا (radiation exposure) والتكلفة المصاحبة لاستخدام هذه التقنية في التصوير خاصة في حالات الإصابات الطفيفة والغير خطيرة، بالإضافة إلى تخلف نتائج الفحوصات الجسدية المرتبطة بإصابات رئيسية.
للتصوير المقطعي القدرة على الكشف عن بعض الأمراض في مراحل مبكرة (مثل السرطانات) وكما نعلم فإن الكشف المبكر يزيد من فرص نجاح العلاج.
هناك اختلاف على استخدام التصوير المقطعي للجسم كاملا لفحص الأشخاص الذين لا تظهر عليهم أعراض موحية بوجود مرض، وذلك بالأخذ بعين الاعتبارالأضرار الناجمة عن هذه التقنية مقارنة بفوائدها في كشف وعلاج المرض في مراحله المبكرة.
كبديل يمكن استخدام تقنية التصوير بالرنين المغناطيسي (MRI) حيث لا تعرض هذه التقنية المريض للإشعاع المتأين (ionizing radiation) لكنها بالعادة مكلفة أكثر.

## الأضرار والمضاعفات (Risks and complications)
بالمقارنة مع تقنيات التصوير الأخرى فإن تقنية التصوير المقطعي تعرض المريض لإشعاع عالي، هذا التعرض قد يزيد بشكل بسيط فرص الإصابة بالسرطانات. ويكون السؤال هنا إذا كان استخدام هذه التقنية في التشخيص والعلاج يطغى على مخاطرها أم لا؟
هذه التقنية ذات قيمة منخفضة نسبيا في تشخيص المرض، حيث يمكن أن يحدث التباس نتيجة إشارتها لبعض الآفات العرضية المريبة والتي من غير المؤكد كيف يمكن علاج بعضها أو حتى إن كان العلاج مهما في هذه الحالات.
أيضا هذه التقنية لا يمكنها التقاط الألوان على عكس بعض الطرق الأخرى، على سبيل المثال تنظير القولون (Colonoscopy).

## الثقافة والمجتمع (Culture and society)
هذه الآلية مكلفة نسبيا، قد تكلف من 600$ إلى 3000$ وغالبا لا يغطيها التأمين، لكن في ديسمبر عام 2007 أصدر مكتب ضريبة الدخل الأمريكي (IRS) قرارا باعتبار الفحوصات للجسم كاملا ضمن النفقات الطبية القابلة للخصم دون الحاجة لإحالة من الطبيب، هذا القرار من المحتمل أن يقود إلى ضم تكاليف التصوير المقطعي ضمن تأمين العمل بالإضافة لخطط انفاق مرنة لجعل تكلفة الفحوصات قابلة للسداد والتحصيل.

## في الثقافة المجتمعية (In popular culture)
في سلسلة المسلسل الكوميدي "Scrubs" بجزئه "My fault" الذي صدر في 22 آبريل 2004، الطبيب"Kelso"  قرر توفير الفحوصات للجسم كاملا في مستشفى القلب المقدس بالرغم من اعتراض الطبيب Cox عندما قال: أظن أن إخبار أشخاص أصحاء تماما بجميع العيوب الغير مؤذية في أجسامهم فقط  من أجل إخافتهم ودفعهم لإجراء فحوصات جراحية غالبا لا داعي لها يعتبر خطيئة. وقد كان الطبيب "Cox" على حق لحد ما، حيث أثَر اقتراح الطبيب "Kelso" ب "Harvey Corman" المعروف عنه بأنه شخص مصاب بوسواس المرض.
في جزء "Role Model" من البرنامج التلفزيوني "House" الذي صدر في 12 من آبريل عام 2005، الشخصية الرئيسية الطبيب "Gegory House" صرَح أن المسح الكامل للجسم «غير مجدٍ» حيث قال: يمكنك أن تقوم بفحص كل واحد منا لتجد خمسين شيئا صغيرا تبدوا كأنها سرطانات.
تم إعادة طرح هذه القضية في جزء لاحق " The social contract " حيث أظهر المسح لكامل الجسم نجاحا في اكتشاف وتشخيص وجود ورم لدى "Doege-Potter syndrome".
بعدها في "Black Hole" الطبيب "House" أمر بإجراء فحوصات للجسم كاملا بالرغم من اعتراضات فريقه متبوعا بعدة فحوصات للغدة الصنوبرية.